# Piestophilus
Piestophilus är ett släkte av mångfotingar. Piestophilus ingår i familjen storjordkrypare.
Kladogram enligt Catalogue of Life:
| Piestophilus | \| \| Piestophilus carribeanus \| \| \| \| \| \| Piestophilus tenuitarsis \| \| \| \| |
|              | \| \| Piestophilus carribeanus \| \| \| \| \| \| Piestophilus tenuitarsis \| \| \| \| |
|              | Piestophilus carribeanus                                                              |
|              |                                                                                       |
|              | Piestophilus tenuitarsis                                                              |
|              |                                                                                       |